# Ли, Эймос

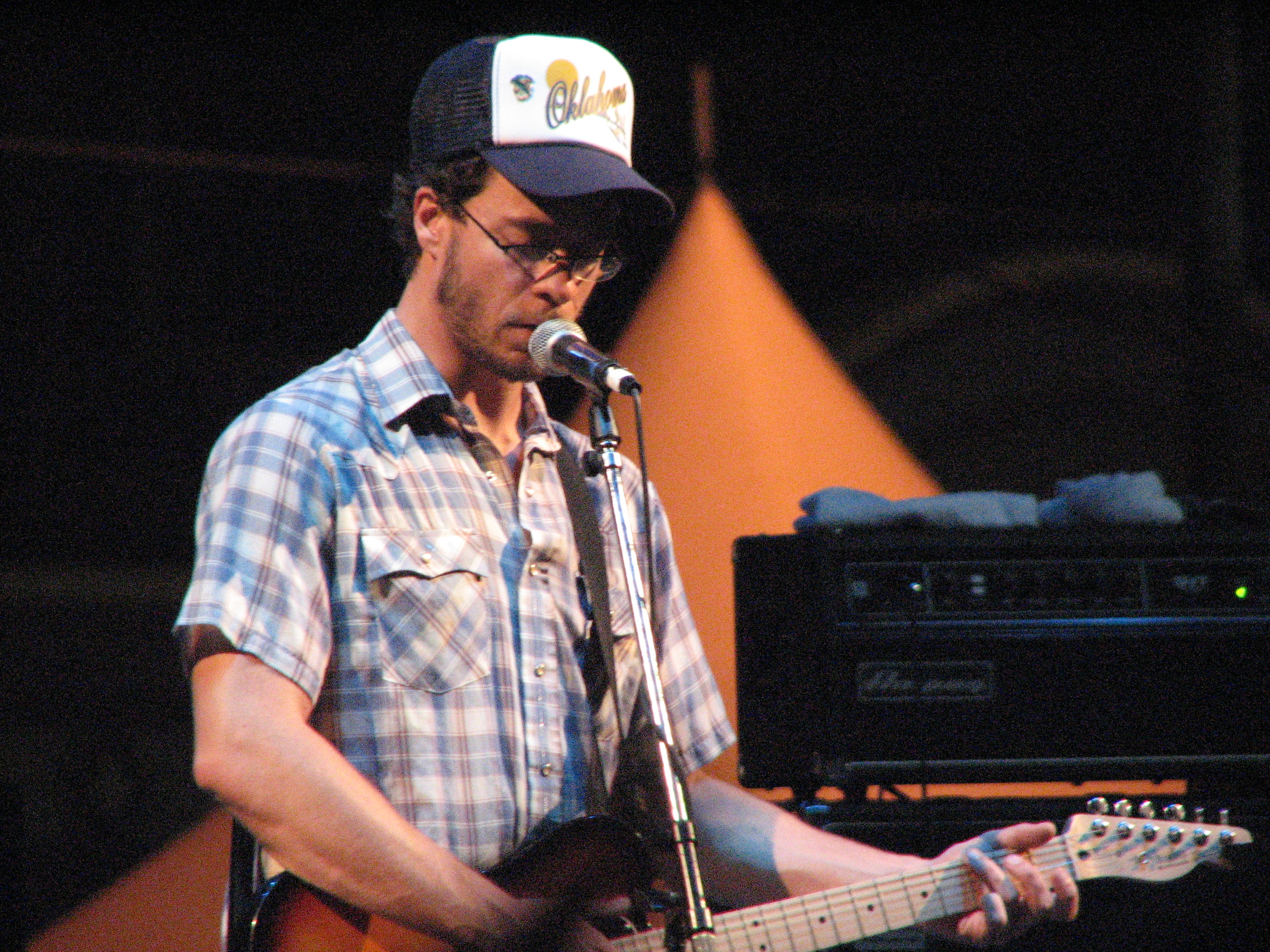
Эймос Ли

Эймос Ли (англ. Amos Lee; 1978, Филадельфия, Пенсильвания, США) — американский певец, автор песен и гитарист из Филадельфии. Играет смесь фолка, соула и джаза.

## Биография
Родился в 1978 году (по другим данным в 1977 году) в Филадельфии (Пенсильвания, США). Учился в школе Cherry Hill High School и университете Южной Каролины (англ. University of South Carolina). Первоначально работал в музыкальном магазине для джазовых музыкантов, затем преподавал в школе, после чего решил попробовать себя в музыке. Участвовал в концертных турах таких исполнителей как Боб Дилан, Элвис Костелло, Нора Джонс, Пол Саймон, Merle Haggard, John Prine и Dave Matthews Band. Выступает вместе с ударником Fred Berman и бас-гитаристом Jaron Olevsky. Влияние на его творчество оказали Стиви Вандер, John Prine, Bill Withers и Джеймс Тейлор. В феврале 2011 года его альбом Mission Bell возглавил главный общенациональный хит-парад США Billboard 200 с тиражом в 40 тысяч экземпляров. Этот альбом помогали записывать такие легенды и герои фолка и кантри как Вилли Нельсон, Люсинда Уильямс, Priscila Ahn, Pieta Brown, James Gadson, Sam Beam (Iron & Wine) и Calexico.

## Дискография
Дебютный альбом Эймоса под названием Amos Lee продюсировал Lee Alexander, — бас-гитарист певицы Нора Джонс, и он вышел в марте 2005 года. Сама Нора Джонс появилась на нескольких треках этого диска, играла на фортепиано и участвовала своим вокалом. Альбом имел значительный коммерческий успех и достиг места #2 в чарте Billboard Top Heatseekers.

### Студийные альбомы
- Amos Lee (1 марта 2005; #113 (США); #2, US Heatseekers).
- Supply and Demand (3 октября 2006; #76, США).
- Last Days at the Lodge (2008; #29, США).[6]
- Mission Bell (2011; #1 Billboard 200, США).[2]

### EPs
- Amos Lee EP, Blue Note Records, 2004
- Live from KCRW, Blue Note Records, 2005